# 다와라모토정
다와라모토정(일본어: 田原本町)은 일본 나라현 시키군 남단에 있는 정이다.

## 지리
나라 분지 중앙부에 있으며 전역이 평탄하다. 동부에서 야마토강이 북쪽으로 흐른다.

## 역사
1956년 9월 30일에 다와라모토정을 포함한 1정 4촌이 합병해 현재의 다와라모토정이 되었다.

## 교통

### 철도
- 긴키 닛폰 철도
  - 가시하라선
    - (← 미야케정 이와미역) - 다와라모토역 - 가사누이역 - (가시하라시 니노쿠치역 →)

  - 다와라모토선
    - (← 미야케정 다지마역) - 구로다역 - 니시타와라모토역

### 도로
- 국도 24호선